# Paul Wolf
Paul Wolf (6 ottobre 1916 – Pasadena, 17 ottobre 1972) è stato un nuotatore statunitense.
Specializzato nello stile libero ha vinto la medaglia d'oargentonella staffetta 4x200m sl alle Olimpiadi di Berlino 1936.
È stato primatista mondiale della staffetta 4x100m sl.

## Palmarès
- Olimpiadi
  - Berlino 1936: argento nella staffetta 4x200m sl.